# Red social (sociolingüística)
En el campo de la sociolingüística, una red social describe la estructura de una comunidad de hablantes particular. Las redes sociales se componen de una "red de vínculos" (Lesley Milroy) entre individuos, y la estructura de una red variará dependiendo de los tipos de conexiones de las que está compuesta. La teoría de redes sociales (como la usan los sociolingüistas) postula que las redes sociales, y las interacciones entre los miembros dentro de las redes, son una fuerza impulsora detrás del cambio de lenguaje.

## Estructura

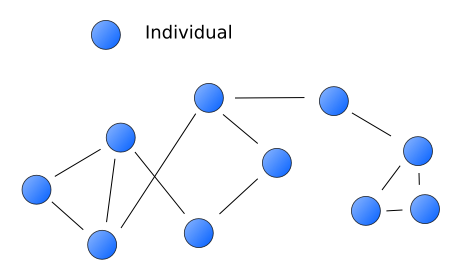
Una red social muy sencilla. Las líneas negras representan conexiones entre individuos.

### Participantes
El participante clave en una red social es el ancla o centro individual. A partir de este ancla, los lazos de distintas fuerzas se irradian hacia otras personas con las que el ancla está directamente relacionada. Estas personas están representadas por puntos. Los participantes en una red, independientemente de su posición, también pueden ser referidos como actores o miembros.

### Relaciones
Existen múltiples formas de describir la estructura de una red social. Entre ellos se encuentran densidad, centralidad de proximidad de miembros, multiplexidad y órdenes. Estas métricas miden las diferentes formas de conectarse dentro de una red, y cuando se usan juntas proporcionan una imagen completa de la estructura de una red en particular.
Una red social se define como "suelta" o "ajustada" dependiendo de qué tan conectados están sus miembros entre sí, según lo medido por factores como la densidad y la multiplexidad. Esta medida de rigidez es esencial para el estudio del cambio de lenguaje motivado socialmente porque la rigidez de una red social se correlaciona con la falta de innovación en los hábitos del habla de la población. Por el contrario, una red flexible tiene más probabilidades de innovar lingüísticamente.